# Дупа Деал (Лупша)
Дупа Деал (рум. După Deal) насеље је у Румунији у округу Алба у општини Лупша. Oпштина се налази на надморској висини од 710 m.

## Становништво
Према подацима из 2002. године у насељу је живело 62 становника, од којих су сви румунске националности.